# جيروم كلابكا جيروم
جيروم كلابكا جيروم (بالإنجليزية: Jerome Klapka Jerome) (2 مايو1859 - 14 يونيو1927) كاتب إنجليزى مسرحي، وروائي وفكاهي ولد في ولسال، بمنطقة ميدلاندز الغربية، بإنجلترا. وتعلم في مدرسة ماري ليبتون الثانوية في لندن.
ومن أشهر أعماله الفكهاية رواية ثلاثة رجال في قارب التي تدور حول ثلاثة رجال وكلب في رحلة على قارب في نهر التايمز، ومن أكثر مسرحياته شعبية مسرحيته العودة من الطابق الثالث (1907) وهي ليست مسرحية كوميدية، ويوضح جيروم في هذه المسرحية تأثير الغريب المتشبه بالمسيح على مجموعة البخلاء وعديمي الحيلة.
كما صدر كتاب أفكار تافهة لرجل كسول عام 1889 وهو عبارة عن سلسلة من المقالات ظهرت بمجلة هوم شايمز تم جمعها فيما بعد لتنشر في هذا الكتاب الذي يحتوى على تأملات ساخرة لجيروم.

## روابط خارجية
- جيروم كلابكا جيروم على موقع IMDb (الإنجليزية)
- جيروم كلابكا جيروم على موقع الموسوعة البريطانية (الإنجليزية)
- جيروم كلابكا جيروم على موقع ميوزك برينز (الإنجليزية)
- جيروم كلابكا جيروم على موقع قاعدة بيانات برودواي على الإنترنت (الإنجليزية)
- جيروم كلابكا جيروم على موقع إن إن دي بي (الإنجليزية)
- جيروم كلابكا جيروم على موقع ديسكوغز (الإنجليزية)
- جيروم كلابكا جيروم على موقع قاعدة بيانات الفيلم (الإنجليزية)